# Acero de crisol
El acero de crisol o acero al crisol es un tipo de acero elaborado mediante diferentes técnicas fundamentadas en el lento proceso de calentamiento y enfriamiento del hierro puro en un crisol y siempre en presencia de carbono, tradicionalmente añadiendo una cierta cantidad de carbón en el crisol, carbón mineral o vegetal, aunque en la actualidad el carbono añadido puede obtenerse mediante otros procedimientos.

## Descripción general
La clave para la formación de cualquier acero es la conversión del óxido de hierro en hierro. El hierro no se puede encontrar puro en la naturaleza debido a que en presencia de oxígeno de la atmósfera se oxida, por esta razón los métodos de extracción de hierro puro se fundamentan en la eliminación del oxígeno en el óxido de hierro. La forma más básica de hacer esto es calentando el óxido de hierro en presencia de carbón, lo que al combinarse con el oxígeno proporciona dióxido de carbono (CO2) proporcionando hierro con una cierta pureza pero con altas concentraciones de carbono.
Una fuente natural de carbono es el carbón vegetal, obtenido de forma espontánea de la combustión incompleta de muchos elementos vegetales, tales como la madera. Calentando el hierro puro en presencia de una fuente de carbón vegetal deja una aleación al carbono que puede llegar a los 4 hasta 5%. En estas condiciones la aleación obtenida es bastante frágil y quebradiza y no puede considerarse acero sino arrabio (en inglés 'pig iron'). El acero contiene una concentración de casi 1 % de carbono, de esta forma es necesario un proceso separado, la aceración, para que pueda disminuir la concentración de carbono. Antes de los procesos de fabricación actuales, el acero se elaboraba mediante el proceso inverso, añadiendo carbono a hierro forjado con bajo contenido de carbono.

## Acero del Sur de Asia
La primera forma de acero acrisolado fue el wootz elaborado en la India en algún período cercano al 300 a. C. En su producción el hierro se mezclaba con cristal y se calentaba lentamente y posteriormente se dejaba enfriar. Como resultado de la aleación ya enfriada el cristal se enlazaba con las impurezas del acero y éstas brotaban a la superficie de la aleación, haciendo que se purificara. El carbón penetra en el hierro mediante difusión de los átomos de carbón a través de las paredes porosas de los granos del acero. El dióxido de carbono no reacciona con el hierro, pero se mezcla con él en pequeñas cantidades lo que proporciona una forma de control de la concentración. El método Wootz fue ampliamente exportado a través del Oriente Medio, donde se combinó con otras técnicas existentes desde el 1000 a. C. para producir el famoso acero de Damasco.
A comienzos del siglo XVII, los europeos que llegaron a la India conocieron el acero acrisolado gracias a los informes que traían los viajeros que habían observado los procesos en algunos lugares del sur de la India. Se intentó importar diversas veces el proceso desde la India, pero se fracasó en el intento debido a que los procesos exactos de la técnica eran desconocidos. Los estudios realizados sobre el proceso del acero wootz fueron realizados con el objeto de conocer sus secretos. Entre los investigadores se encuentra el famoso científico, Michael Faraday, hijo de un herrero, quien trabajando en una manufacturera de cubiertos añadió por error alúmina y silicio al cristal obteniendo así las propiedades únicas del acero wootz.

## Acero blister
A pesar de todo se produjo acero de calidad en Europa, mediante la exportación del muy valioso hierro sueco. No fue entendido en su época, pero el hierro de las minas suecas contenían niveles muy bajos de impurezas comunes, dando lugar a hierros y aceros de gran calidad. El hierro sueco sacado de las minas se empaquetaba en cajas de piedra junto con diferentes capas de carbón vegetal y era calentado en un horno durante un período cercano a una semana. El resultado eran una barras de metal conocidas como acero blister - la superficie exterior de las barras se cubría de multitud de ampollas, o burbujas (blisters). La barra así obtenida se re-calentaba y mediante un martillo se forjaba mecánicamente para disminuir el contenido de carbono, resultando como producto final, el acero cortante. Los metalúrgicos alemanes se interesaron por este proceso, debido a la cercanía física de Suecia y llegó a ser el primer exportador europeo en el siglo XVIII. La técnica fue denominada proceso de cementación.

## Acero de crisol inglés
Se desarrolló en Inglaterra una nueva técnica para la elaboración del acero, fue ideada por Benjamin Huntsman, un relojero que buscaba un acero adecuado para los muelles y resortes de sus relojes. No fue hasta el año 1740 tras desplazarse a Handsworth cerca de Sheffield, y tras experimentar en secreto durante algunos años cuando perfeccionó el proceso. El sistema de Huntsman empleaba coque encendido en un horno capaz de alcanzar temperaturas de 1600 °C, en diez o doce crisoles de caolín. Cada crisol contenía cerca de 15 kg de hierro. Cuando los recipientes estaban a temperatura blanca se les añadía el acero blister roto en pequeños pedazos de aproximadamente ½ kg, y empleaba un flujo de aire para eliminar las impurezas. Se quitaban los crisoles cada 3 horas del horno, las impurezas brotaban a la superficie en forma de espuma y el acero fundido se vertía en lingotes. La empresa en Sheffield, Abbeydale Industrial Hamlet, ha preservado este método desde los tiempos de Huntsman y hoy en día todavía opera ante el público, elaborando varias veces al año acero de crisol en la propia factoría de Abbeydale.
Antes de la introducción de la técnica de Huntsman, la ciudad de Sheffield producía cerca de 200 toneladas de acero al año basándose en el acero importado de Suecia. La introducción de la técnica de Huntsman cambió esta situación radicalmente; en cien años se pasó a una producción de 80 000 toneladas por año - casi la mitad de la producción total de Europa. Este descubrimiento permitió a la ciudad de Sheffield convertirse en un centro industrial de gran relevancia dentro del territorio europeo.